# Éditions du Cerf
Les Éditions du Cerf, Cerf (Эдисьон дю серф) — французское издательство, специализирующееся на религиозной литературе. Основано в 1929 году и управляется католическим Доминиканским орденом.

## История
Издательский дом Éditions du Cerf был основан отцом Мари-Винсентом Бернадо́ 11 октября 1929 года по поручению папы Пия XI. Отец Бернадо был известен как основатель журнала «Духовная жизнь» (фр. La Vie spirituelle, 1919 год), имевшего целью возвращение католической духовности к её источникам: Священному Писанию и Святым Отцам. В 1928 году отец Бернадо вместе с другими мыслителями (в том числе, с Жаком Маритеном), основал также «Интеллектуальную жизнь» (фр. La Vie Intellectuelle), чтобы создать альтернативу идеям, выдвинутым Шарлем Моррасом и его движением «Французское действие» (фр. Action française, запрещённым Папским Престолом в 1926 году), а также марксизмом.
В январе 1937 года штаб-квартира издательства переместилась из Жювизи-сюр-Орж в Париж, где разместилось в здании монастыря святого Доминика по адресу бульвар Латур-Мобур (фр. boulevard de la Tour-Maubourg), д. 29.

## Проекты
Издательский дом известен во многом благодаря публикации патрологической серии «Христианские источники» (фр. Sources chrétiennes, SC), а также «Иерусалимской Библии» (фр. La Bible de Jérusalem), которые получили распространение не только среди католиков, но и у христиан других исповеданий.
Кроме христианской литературы (в том числе православной), издательство публикует произведения иудейских и исламских исследователей, труды по античной философии и даже по катарскому ритуалу.

## Издание переводов русских авторов
Эдисьон-дю-серф выпустила в свет французские переводы русскоязычных авторов, в частности, следующих:
- Митрополит Антоний Сурожский;
- Николай Арсеньев
- Митрополит Иларион (Алфеев);
- Патриарх Московский и всея Руси Кирилл;
- Владимир Лосский;
- монахиня Мария (Скобцова);
- Протоиерей Александр Мень;
- Протоиерей Иоанн Мейендорф;
- Владимир Соловьёв;
- Леонид Успенский.

Также, в 2007 году был опубликован французский перевод Основ социальной концепции Русской Церкви.